# Lapa
Lapa là một đô thị thuộc bang Paraná, Brasil. Đô thị này có diện tích 2045,893 km², dân số năm 2007 là 42906 người, mật độ 22,1 người/km².